# کرگ ویلسون (بازیکن فوتبال)
کرگ ویلسون (انگلیسی: Craig Wilson؛ زادهٔ ۲۸ مهٔ ۱۹۸۶) بازیکن فوتبال اهل بریتانیا است.
از باشگاه‌هایی که در آن بازی کرده است می‌توان به باشگاه فوتبال دانفرملین اتلتیک و باشگاه فوتبال ریت روورز اشاره کرد.